# Strasburg (Ohio)
Pour les articles homonymes, voir Strasburg.
Strasburg est un village américain situé dans le comté de Tuscarawas, dans l'Ohio. Selon le recensement de 2010, sa population est de 2 608 habitants.